# Waxhaw
Waxhaw és una població dels Estats Units a l'estat de Carolina del Nord. Segons el cens del 2000 tenia 2.625 habitants.

## Demografia
Segons el cens del 2000, Waxhaw tenia 2.625 habitants, 895 habitatges i 742 famílies. La densitat de població era de 359,4 habitants per km².
Dels 895 habitatges en un 44,8% hi vivien nens de menys de 18 anys, en un 66,9% hi vivien parelles casades, en un 11,4% dones solteres, i en un 17% no eren unitats familiars. En el 13% dels habitatges hi vivien persones soles el 3,2% de les quals corresponia a persones de 65 anys o més que vivien soles. El nombre mitjà de persones vivint en cada habitatge era de 2,93 i el nombre mitjà de persones que vivien en cada família era de 3,22.
Per edats la població es repartia de la següent manera: un 31,4% tenia menys de 18 anys, un 5,9% entre 18 i 24, un 37,2% entre 25 i 44, un 19,1% de 45 a 60 i un 6,4% 65 anys o més.
L'edat mediana era de 33 anys. Per cada 100 dones de 18 o més anys hi havia 91,4 homes.
La renda mediana per habitatge era de 55.184 $ i la renda mediana per família de 58.750 $. Els homes tenien una renda mediana de 40.714 $ mentre que les dones 27.159 $. La renda per capita de la població era de 23.481 $. Entorn del 3,7% de les famílies i el 4,3% de la població estaven per davall del llindar de pobresa.

## Poblacions més properes
El següent diagrama mostra les poblacions més properes.